# سیارک ۱۲۳۷۲
سیارک ۱۲۳۷۲ (به انگلیسی: 12372 Kagesuke، نامگذاری:1994JF) دوازده هزار و سیصد و هفتاد و دومین سیارک کشف شده‌است که در ۶ مه ۱۹۹۴ کشف شد.